# Sabinosa
Sabinosa es una localidad del municipio de Frontera en la isla de El Hierro (Canarias). El nombre proviene de la abundancia de sabinas en la zona. Se divide en dos barrios: Rosa Cabrera (más reciente, al este) y El Lugar.

## Situación
Es la única población del sector occidental de El Golfo y, por tanto, el pueblo más occidental de Canarias. Se sitúa a 9 km del casco municipal sobre los 300 m s. n. m. en una zona volcánica.

## Lugares de interés
En la zona de costa de la localidad se encuentra el Pozo de la Salud, Arenas Blancas, La Jarrilla y La Tabla. Durante las fiestas del pueblo, a finales de octubre, se celebra la Tafeña, coincidiendo con la apertura de las bodegas y del vino nuevo.

## Demografía
| 2000 | 2003 | 2005 | 2007 | 2010 | 2012 | 2014 | 2016 |
| ---- | ---- | ---- | ---- | ---- | ---- | ---- | ---- |
| 310  | 326  | 340  | 323  | 310  | 293  | 277  | 262  |